# 고승민
고승민(2000년 8월 11일 ~ )은 KBO 리그 롯데 자이언츠의 내야수이다.

## 한국 프로야구 시절

### 롯데 자이언츠시절
2019년 신인 드래프트 2차 1라운드(전체 8순위)로 입단하였다. 2019년 5월 1일 NC 다이노스와의 경기에 출전하며 데뷔 첫 경기를 치렀고, 경기 후반에 교체 출전해 타석에는 들어서지 못했다.

## 호주 프로야구 시절
2019년에 질롱 코리아에 입단하였다.

## 플레이 스타일
- 13 전민재

- 고등학교 시절부터 5툴 플레이어의 자질이 있다는 평가와 함께 타격에는 확실한 소질이 있다는 평가를 들었다. 스카우터 사이에서는 타격만큼은 이정후를 능가한다는 평가가 있었다. 프로에서 타구 속도가 김재환, 한동희와 함께 최상위권이고, 컨택에 장점이 있다.

## 출신 학교
- 군산신풍초등학교
- 배명중학교
- 북일고등학교

## 통산 기록
| 연도 | 팀명  | 타율  | 경기 | 타수 | 득점 | 안타 | 2루타 | 3루타 | 홈런 | 루타 | 타점 | 도루 | 도실 | 볼넷 | 사구 | 삼진 | 병살 | 실책 |
| ---- | ----- | ----- | ---- | ---- | ---- | ---- | ----- | ----- | ---- | ---- | ---- | ---- | ---- | ---- | ---- | ---- | ---- | ---- |
| 2019 | 롯데  | 0.253 | 30   | 83   | 7    | 21   | 6     | 2     | 0    | 31   | 6    | 0    | 0    | 4    | 0    | 16   | 1    | 2    |
| 2022 | 롯데  | 0.316 | 92   | 234  | 31   | 74   | 15    | 1     | 5    | 106  | 30   | 1    | 4    | 25   | 0    | 47   | 6    | 2    |
| 2023 | 롯데  | 0.224 | 94   | 255  | 35   | 57   | 14    | 2     | 2    | 81   | 24   | 8    | 3    | 42   | 1    | 64   | 2    | 2    |
| 2024 | 롯데  | 0.308 | 120  | 481  | 79   | 148  | 27    | 6     | 14   | 229  | 87   | 5    | 4    | 41   | 1    | 78   | 10   | 13   |
| 통산 | 4시즌 | 0.285 | 336  | 1053 | 152  | 300  | 62    | 11    | 21   | 447  | 147  | 14   | 11   | 112  | 2    | 205  | 19   | 19   |